# Premio Alejo Carpentier
El Premio Alejo Carpentier, fundado en el 2000, es el galardón literario más importante que concede el Instituto Cubano del Libro del Ministerio de Cultura a volúmenes inéditos de ensayo, cuento y novela de escritores cubanos vivos. Es un premio convocado anualmente por esta institución, junto a la Editorial Letras Cubanas y la Fundación Alejo Carpentier, y su nombre rinde homenaje al autor de El reino de este mundo. Junto al Premio Nacional de Literatura, la ceremonia de entrega ocurre cada año durante la Feria Internacional del Libro de La Habana. Este premio cuenta con una amplia repercusión mediática, la publicación del libro galardonado, la presentación en varias provincias cubanas y la participación de los autores en la Feria Internacional del Libro de Guadalajara.

## Libros y autores premiados
2020
- Cuento: El ario Dios gato de Schorodinger, de Sergio Cevedo Sosa
- Ensayo: Tribulaciones de España en América. Tres episodios de historia y ficción, de Zaida Capote Cruz
- Novela: El auriga del carro alado, de José Luis García

2019
- Cuento: El año que nieve, de Rubén Rodríguez
- Ensayo: La acera del sol. Impactos de la política cultural socialista en el arte cubano (1961-1981), de Hamlet Fernández
- Novela: Agua de paraíso, de Alberto Marrero

2018
- Cuento: El corazón desnudo, de Félix Sánchez Rodríguez
- Ensayo: Alejo Carpentier y el Minotauro de Bayreuth, de Rafael Rodríguez Beltrán
- Novela: El Enemigo, de Eduardo del Llano

2017
- Cuento: Desierto
- Ensayo: Plácido y el laberinto de la Ilustración, de Roberto Méndez Martínez
- Novela: Caballo con arzones, de Ahmel Echevarría

2016
- Cuento: La línea en la mitad del vaso, de Emerio Medina
- Ensayo: Desierto
- Novela: Demonios, de Alberto Garrandés

2015
- Cuento: "La gran ola de Kanagawa", de Sergio Cevedo
- Ensayo: Las praderas sumergidas. Un recorrido a través de las rupturas, de Raydel Araoz
- Novela: Infident, de Nelton Pérez

2014
- Cuento: "El salvaje placer de explorar", de Daniel Díaz Mantilla
- Ensayo: Imagen y libertad vigiladas. Ejercicios de retórica sobre Severo Sarduy de, Pedro de Jesús
- Novela: El cordero aúll, de Javier Raveiro Fragela

2013
- Cuento: "Rosso Lombardo", de Atilio Caballero
- Ensayo: Caminos nuevos: paseos corporales/ de escritura, de Víctor Fowler
- Novela: La dama del lunar, de Andrés Rodolfo Duarte

2012
- Cuento: "Papyrus", de Osdanys Morales
- Ensayo: Diseminaciones de Calvert Casey, de Jamila Medina Ríos
- Novela: La catedral de los negros, de Marcial Gala

2011
- Cuento: "El arte de morir a solas", de Ernesto Pérez Chang
- Ensayo: Convivencias de El Viajero, de Mayra Beatriz Martínez
- Novela: Ritual del necio, de Roberto Méndez

2010
- Cuento: "Del otro lado", de Rafael de Águila
- Ensayo: Virgilio Piñera o la libertad de lo grotesco, de David Leyva González
- Novela: Una Biblia perdida, de Ernesto Peña

2009
- Cuento: "En La Habana no son tan elegantes", de Jorge Ángel Pérez
- Ensayo: Festín de los patíbulos. Poéticas teatrales y tensión social, de Abel González Melo
- Novela: Desierto

2008
- Cuento: "Oil on canvas", de Gina Picart
- Ensayo: El concierto de las fábulas, de Alberto Garrandés
- Novela: Desde los blancos manicomios, de Margarita Mateo Palmer

2007
- Cuento: "Ofelias", de Aida Bahr
- Ensayo: Otra mirada a La Peregrina, de Roberto Méndez
- Novela: Las potestades incorpóreas, de Alberto Garrandés

2006
- Cuento: "La sobrevida", de Pedro de Jesús
- Ensayo: Los nuevos paradigmas. Prólogo narrativo al siglo XXI, de Jorge Fornet
- Novela: Inglesa por un año, de Marta Rojas

2005
- Cuento: "La hija de Darío", de Laidi Fernández de Juan
- Ensayo: Contra el silencio, de Zaida Capote Cruz
- Novela: La visita de la infanta, de Reinaldo Montero

2004
- Cuento: "Luna Poo y el paraíso", de Lázaro Zamora Jo
- Ensayo: Los riesgos del equilibrista, de Mayerín Bello
- Novela: Viudas de sangre, de Daniel Chavarría

2003
- Cuento: "Los malditos se reúnen", de David Mitrani Arenal
- Ensayo: Mañach o la República, de Duanel Díaz
- Novela: La saga del perseguido, de Guillermo Vidal

2002
- Cuento: "Dorado mundo", de Francisco López Sacha
- Ensayo: Paradiso: la aventura mítica, de Margarita Mateo Palmer
- Novela: Ave y nada, de Ernesto Santana

2001
- Cuento: "Los hijos que nadie quiso", de Ángel Santiesteban
- Ensayo: La poesía de Virgilio Piñera: ensayo de aproximación, de Enrique Saínz
- Novela: Un hombre providencial, de Jaime Sarusky

2000
- Cuento: "La bandada infinita", de Jorge Luis Arzola
- Ensayo: Eros baila. Danza y sexualidad, de Ramiro Guerra
- Novela: La noche del Aguafiestas, de Antón Arrufat